# 村里好俊
村里好俊（むらさと よしとし、1952年1月26日- ）は、日本の英文学者、熊本県立大学名誉教授、大妻女子大学教授。

## 経歴
長崎県有家町（現在の南島原市）に生まれる。1974年鹿児島大学法文学部を卒業（師匠は大塚定徳）、1978年九州大学大学院文学研究科博士課程を中退後、和歌山大学教育学部に助手として採用される。
1985年和歌山大学講師、助教授、福岡教育大学助教授、福岡県立福岡女子大学文学部教授、熊本県立大学文学部教授、2017年定年退任、名誉教授、2020年大妻女子大学教授。2022年大妻女子大学大学院人間生活文化研究科博士課程特別研究員。日本スペンサー協会会長。
日本英文学会九州支部長、日本英文学会理事。文科省大学設置委員会文学部門委員を務めた。
2010年には、「シドニーと彼と同時代の詩人たち――シドニー研究」で大阪大学で文学博士号を取得した。

## 著書
- 『イギリス文学・文化の散歩道 シェイクスピア/シドニー/メアリ・ロウス/ワイルド』開文社出版, 2019.9

### 共編著
- 『映画で楽しむイギリス文学』吉田徹夫,八尋春海共編著. 金星堂, 1999.5
- 『映画で楽しむイギリスの歴史』吉田徹夫,高瀬文広共編著. 金星堂, 2010.4
- 『女性・ことば・表象 ジェンダー論の地平』 (熊本県立大学文学部論叢 編著. 大阪教育図書, 2017.9
- Spenser in history, history in Spenser : Spenser society Japan essays (The Kyoto Humanities) 水野真理、竹村はるみ共編. 大阪教育図書, 2018.3

### 翻訳
- フィリップ・シドニー『ニュー・アーケイディア ペンブルック伯爵夫人のアーケイディア』全2巻 訳解. 大阪教育図書, 1989-97
- A.C.ハミルトン『サー・フィリップ・シドニー :エリザベス朝宮廷文人 人生と作品の研究』大塚定徳共訳. 大版教育図書, 1998.6
- ショーン・マッケヴォイ『二歩進んだシェイクスピア講義』太田一昭,古屋靖二共訳. 大阪教育図書, 2004.9
- 『イギリス・ルネサンス恋愛詩集』大塚定徳共訳. 大阪教育図書, 2006.5
- 『新訳シェイクスピア詩集』大塚定徳共訳. 大阪教育図書, 2011.2
- マイケル・ガーデナ『トマス・グラバーの生涯 大英帝国の周縁にて』杉浦裕子共訳. 岩波書店, 2012.6
- 『シドニーの詩集・詩論・牧歌劇 (シドニー作品集 第1巻)』大塚定徳共訳・著. 大阪教育図書, 2016.5